# Сідні Морган
Сідні, леді Морган ((англ. Sydney Morgan; уроджена Овенсон (англ. Owenson); 25 грудня 1781? — 14 квітня 1859) — ірландська письменниця, найбільш відома за романтичним романом «Дика ірландська дівчина» (1806), який деякі критики вважають «протофеміністичним» із політично-патріотичним забарвленням. Її творчість, включно з континентальними подорожами, викликала суперечки та стикалася з цензурою. Серед своїх захисників вона називала Персі Біші Шеллі та лорда Байрона.

## Ранній життєпис
Сідні Овенсон народилася 1781 року в родині ірландського католика та професійного актора Роберта Овенсона, відомого своїми комедійними виступами під псевдонімом Мак-Овен і Джейн Гілл. Він зростав у Лондоні і під час перебування в Англії зустрівся, а згодом, одружився з Джейн Гілл — донькою протестантського торговця зі Шрусбері. У 1776 році Оуенсон та його дружина назавжди повернулися до Ірландії. Пара оселилася в Дубліні, і Оуенсон заробляв на життя, виступаючи в театрах Дубліна, Драмкондри та Слайго. Близько 1778 року в пари народилася Сідні, яку назвали на честь її бабусі по батьківській лінії. Точна дата народження Сідней залишається невідомою. Сідні Морган, зазвичай, ніколи точно не вказувала свого справжнього віку. Пізніше, у поважному віці, вона стверджувала, що народилася 25 грудня 1785 року. Однак, дослідники вважають цю дану неправдивою. Утім, Сідней так активно підтримувала цей варіант, що навіть у її свідоцтві про смерть вказано, що Сідней Морган на час смерті було «близько 80 років».
Перші роки свого дитинства Сідней провела в будинку Овенсонів на Дам-стріт, 60 у Дубліні разом зі своєю матір'ю Джейн та сестрою Олівією. Сідні навчалася вдома, найпрофесійніше її навчала мати, але її багато чому вчив молодий хлопець на ім'я Томас Дермоді, місцевий вундеркінд, якого їхній батько врятував від бідності. Її мати померла в 1789 році, коли Сідні виповнилося близько десяти років. Від так, батько відправив її разом із сестрою на навчання до приватних шкіл, щоб здобути документ про загальну середню освіту. Сідні провела три роки в гугенотській академії в Клонтарфі, а потім відвідувала школу на Ерл-стріт у Дубліні. Після закінчення цього закладу освіти Сідні переїхала разом з батьком до Слайго.
У 1798 році сім'я Овенсонів зазнавала певних фінансових труднощів, і Сідней була змушена покинути рідний дім у пошуках роботи. Її найняли гувернанткою Фізерстоуни в замку Бреклін, що в графстві Вестміт. У цьому високому та інтелектуальному середовищі вона перетворилася на завзяту читачку, вмілу співрозмовницю та впевнену виконавицю пісень і танців. Саме в цей період життя почалася її письменницька кар'єра.

## Кар'єра

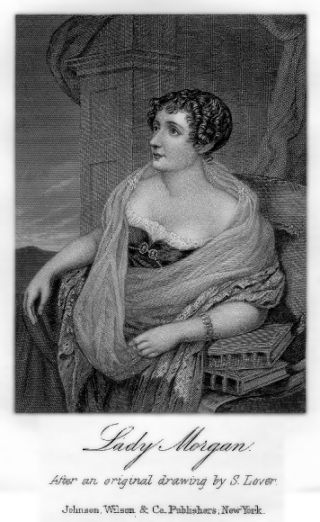
Леді Морган, штрихова гравюра Роберта Купера, 1825, за Семюелем Ловером

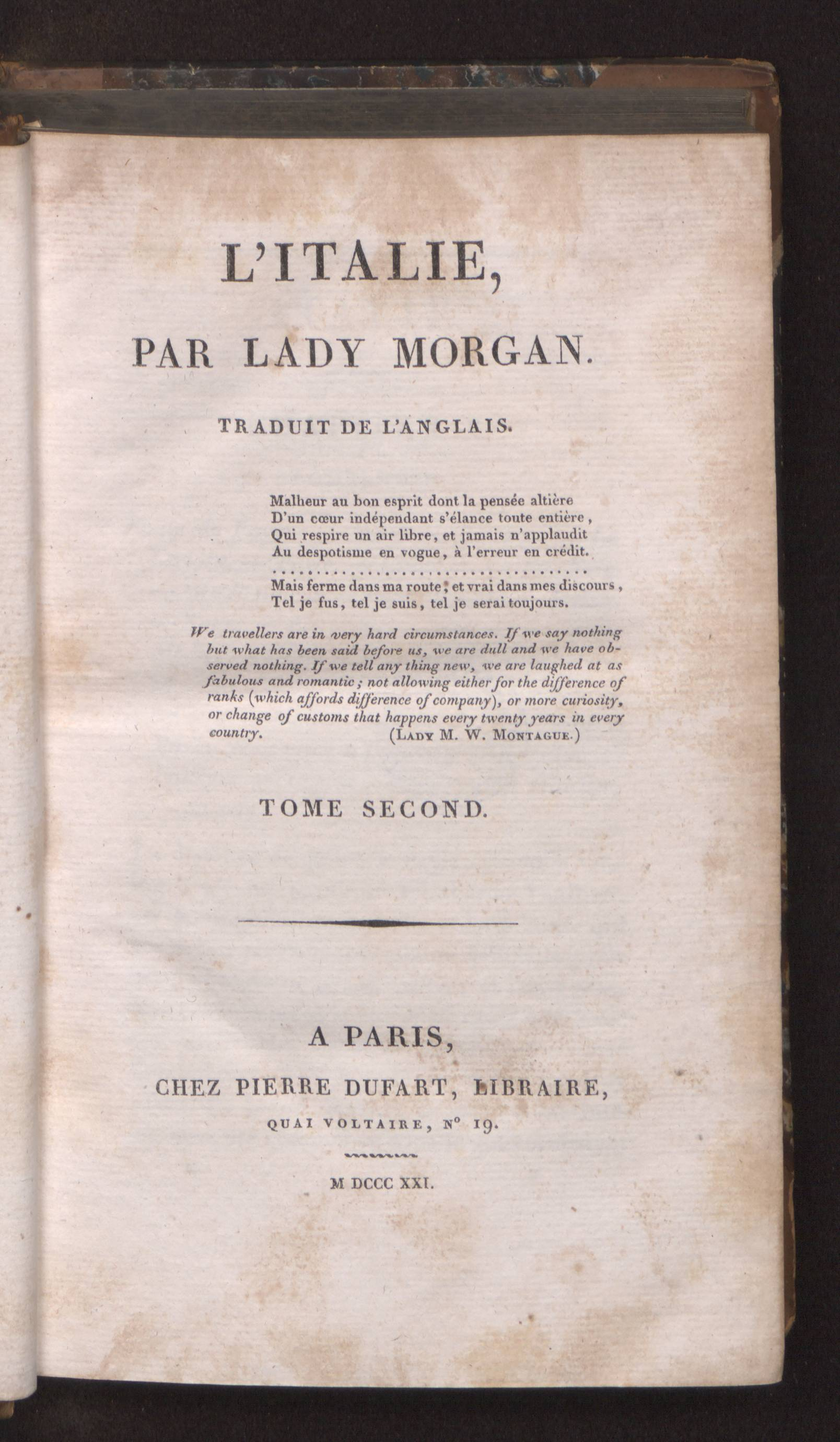
Італія, т. 2 1821 р

Сідней Морган була однією з найяскравіших і гаряче обговорюваних літературних постатей свого покоління. Вона почала свою літературну кар'єру зі збірки віршів, який уклала вона раніше. Поряд з тим, починаюча письменниця збирала ірландські мелодії, до яких складала слова, таким чином встановивши моду, прийняту з великим успіхом ірландським поетом Томасом Муром. Її роман «Сен-Клер» (1804) про непродуманий шлюб, нещасливе кохання та пристрасне поклоніння природі відразу привернув увагу в читачів. На його сюжет мали значний вплив творчість Йоганна Вольфганга фон Ґете (зокрема, його роман «Страждання молодого Вертера») та Жана-Жака Руссо. Інший роман, «Послушник святого Домініка» (1806), також був високо оцінений читачами та літературознавцями.
Але книгою, яка зробила їй справжню репутацію та викликала гарячі суперечки, стала «Дика ірландська дівчина» (1806). У цьому романі Сідней Морган постала як палка поборниця своєї рідної країни, радше політик, ніж романіст, оспівуючи красу ірландських пейзажів, багатство природних багатств Ірландії та благородні традиції її ранньої історії. Враховуючи моральні та інтелектуальні сили її героїні, втілення ірландської нації в романі, Ґлорвіни, її також описують як «протофеміністку». У католицьких та ліберальних колах її часто називали Глорією або Глорвіною.
У 1807 році з'явилися «Патріотичні замальовки» та «Метричні фрагменти». Сідней Морган пізніше опублікувала «Місіонерку: індійську історію» в 1811 році, перевидавши її незадовго до своєї смерті під назвою «Люксима, пророчиця». Англійський поет Персі Біші Шеллі дуже захоплювався цією книгою, і кажуть, що героїня Овенсон вплинула на деякі з його власних орієнталістських постановок.
Міс Овенсон увійшла до сім'ї Джона Гамільтона, 1-го маркіза Аберкорнського, а в 1812 році — на переконання леді Аберкорн, колишньої леді Енн Джейн Гор — вона вийшла заміж за філософа та хірурга родини сера Томаса Чарльза Моргана, але й надалі активно працювала над новими книжками.
У 1814 році Сідней Морган написала свій найкращий роман «О'Доннелл». Вона найбільше проявила себе, професійно описуючи життя бідних верств населення, з яким вона була добре знайома. Її докладне дослідження 1817 року про Францію під час реставрації Бурбонів піддалося шаленій критиці та нападам Джона Вілсона Крокера в Quarterly Review. Письменницю звинуватили в якобінстві, брехні, розпусності та безбожництві. Її героїнь насильно вилучили з того, що Крокер вважав для них належною у суспільстві роллю «корисного друга, вірної дружини, ніжної матері та поважної й щасливої господині сім'ї». Овенсон опосередковано помстилася цій опалі у романі «Флоренс Макарті» (1818), перекладеному французькою Жаком-Теодором Парізо, у якому рецензента щоквартальника Кон Кроулі ображають надзвичайною жіночою винахідливістю.
«Італія», супутня робота її «Франції», була опублікована в 1821 році з додатками, оформленими її чоловіком. Ця літературна праця була заборонена королем Сардинії Карлом Феліксом, імператором Священної Римської імперії та Папою Римським Пієм VII, але лорд Байрон засвідчив справедливість опису картин з реального життя у її праці. Результати італійських історичних досліджень наведені в «Життях та часах Сальватора Рози» (1823) Сідней Морган. Потім вона знову звернулася до опису ірландських звичаїв та політики, написавши книжку про абсентеїзм (1825) і романтичний роман з політичним підтекстом «О'Браєни і О'Флаерті» (1827). Від Вільяма Лемба, віконта Мельбурна, леді Морган отримала 300 фунтів пенсії.
Протягом останніх років свого довгого життя Сідней Морган написала та опублікувала «Книгу будуара» (1829), «Драматичні сцени з реального життя» (1833), «Принцесу» (1835), «Жінку та її господаря» (1840), «Книгу без імені» (1841) та «Уривки з моєї автобіографії» (1859).
У 1838 році сер Томас і леді Морган переїхали в новий дім у маєтку К'юбітт, Найтсбрідж, поблизу Лоундс-сквер. Леді Морган розпочала успішну кампанію з відкриття нових воріт Гайд-парку з Найтсбріджа, нині Альберт-Гейт.
Сер Томас помер у 1843 році, а леді Морган прожила без чоловіка ще півтора десятиліття й померла 14 квітня 1859 року (у віці близько 82 років). Її поховали на Бромптонському цвинтарі у Лондоні.

## Спадщина

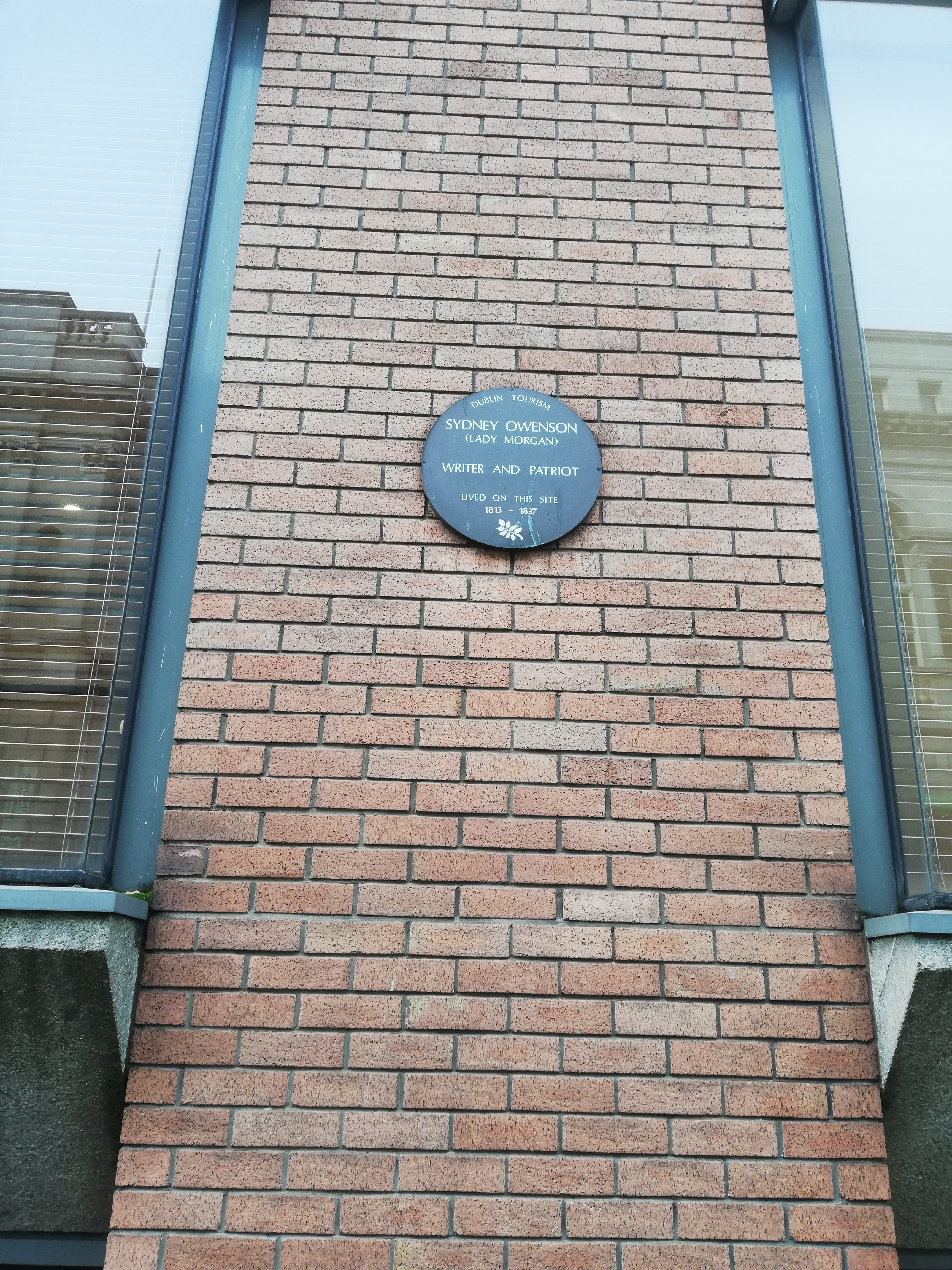
Синя табличка на колишньому будинку леді Морган на Кілдер-стріт у Дубліні.

Перед смертю в 1859 році леді Морган заручилася допомогою своєї подруги Джеральдін Джюсбері, щоб вона допомогла написати її мемуари. Спочатку вони познайомилися в 1853 році, коли Джудсбері незадовго перед тим прибула до Лондона. Леді Морган подружилася з Джеральдін і допомогла їй прожити самотнє життя в Лондоні. Коли Джюсбері писала мемуари своєї подруги, вона розповідала про доброту та дружбу леді Морган, які вона виявляла до Джеральдін.

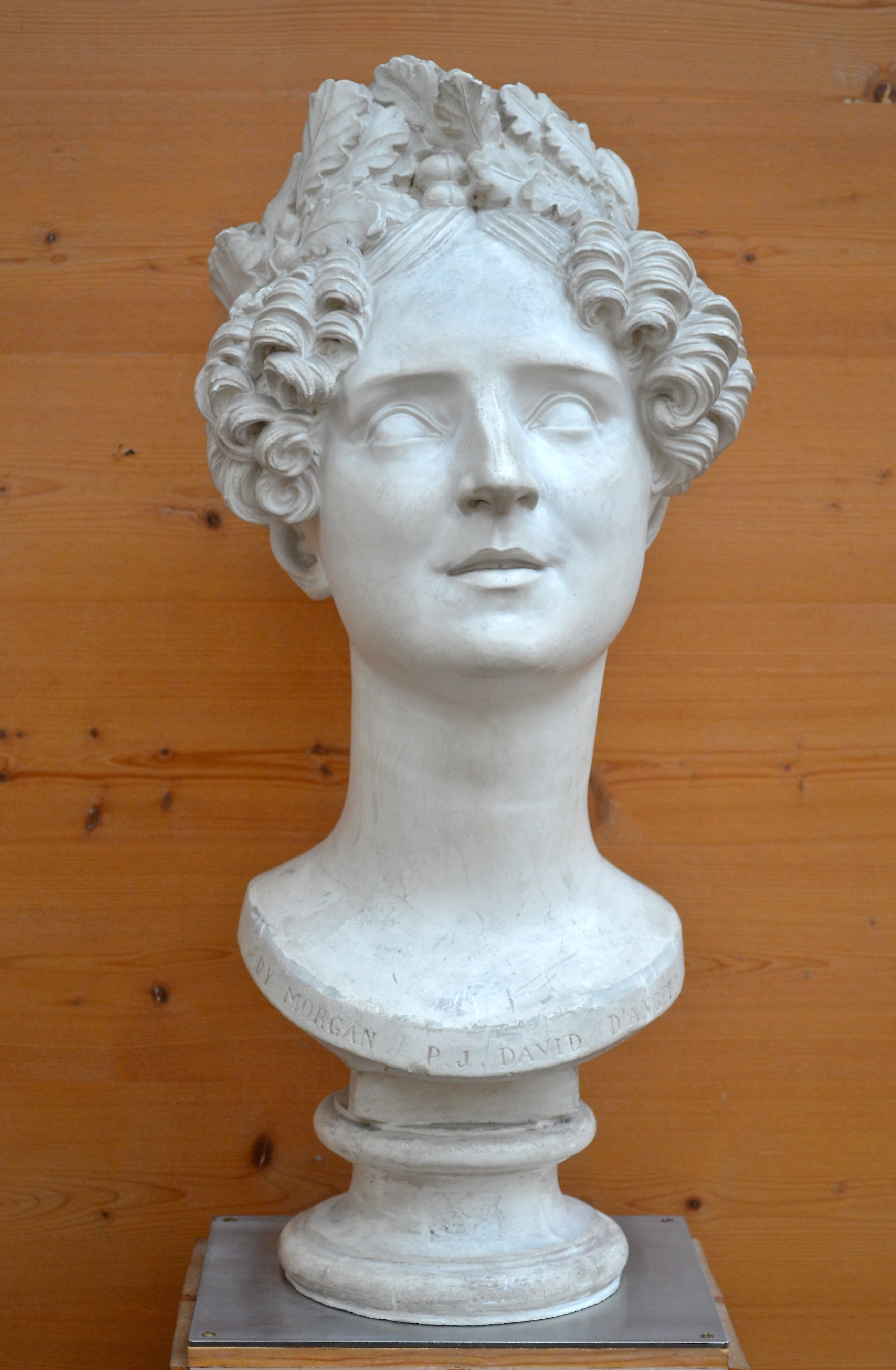
Бюст леді Морган роботи Давида д'Анже.

Автобіографія леді Морган і багато цікавих листів були відредаговані разом зі спогадами Вільяма Гепворта Діксона в 1862 році.
У лондонському музеї Вікторії та Альберта виставлено бюст леді Морган. На пояснювальній табличці зазначено, що леді Морган мала зріст «менше чотирьох футів».
Ще один бюст Давида д'Анже експонується в його музеї в Анже (Франція).

## Літературні праці
Повний список див. у Ricorso.

### Романи
- Сент-Клер; або Перше кохання (1802)
- Послушник святого Домініка (1806)
- Дика ірландська дівчина (1806)
- Жінка; або Іда Афінська (1809)
- Місіонер: індійська історія (1811)
- О'Доннел: Національна казка (1814)
- Флоренс Макарті: Ірландська казка (1818)
- О'Браєни та О'Флаерті: Національна казка (1827)
- Принцеса; або Бегін (1835)

### Поезія
- Вірші, присвячені з дозволу графині Мойрі (1801)
- Дванадцять оригінальних мелодій Гіберніану (1805)
- «Слово про ірландську арфу»; або Метричні фрагменти (1807)

### Драма
- Перша спроба; або примха моменту (1807)

### Автобіографія
- Уривки з моєї автобіографії (1859)
- Мемуари леді Морган, автобіографії, щоденники та листування (1862)

### Інші твори
- Кілька роздумів, викликаних читанням твору під назвою «Знайомі послання» (1804)
- Патріотичні замальовки Ірландії (1807)
- Франція (1817)
- Італія (1821)
- Життя та часи Сальватора Рози (1824)
- Абсентеїзм (1825)
- Книга будуара (1829)
- Франція в 1829—1830 рр. (1830 р.)
- Драматичні сцени з реального життя (1833)
- Огляд переваги; або Мій дядько граф, місіс Гор (1839)
- Жінка та її господар (1840)
- Книга без імені (разом із сером Чарльзом Морганом) (1841)
- Лист до кардинала Вайсмена (1851)